# Hrabstwo Coke

Piramida wieku hrabstwa

Hrabstwo Coke – hrabstwo położone w Stanach Zjednoczonych, w zachodnio-centralnej części stanu Teksas. Siedzibą hrabstwa jest miasteczko Robert Lee. Inne miejscowości w hrabstwie, to: Bronte, Silver, Tennyson i Sanco. Hodowla owiec i kóz; w mniejszym stopniu hodowla bydła, uprawa pszenicy, oraz wydobycie ropy naftowej i gazu ziemnego.
W hrabstwie znajdują się dwa zbiorniki retencyjne: jezioro Spence na rzece Colorado, oraz Oak Creek Reservoir

## Historia
Hrabstwo utworzono w 1889 roku poprzez wydzielenie terytorium z hrabstwa Tom Green. Nazwa hrabstwa pochodzi od nazwiska Richarda Coke’a, gubernatora Teksasu i senatora Stanów Zjednoczonych w latach 1876–1894.
Na terenie hrabstwa znajduje się Fort Chadbourne, zbudowany w 1852 roku dla obrony terytorium Teksasu od strony zachodniej. W forcie służył między innymi Robert E. Lee,
późniejszy dowódca wojsk Konfederacji w czasie wojny secesyjnej. 

## Sąsiednie hrabstwa
- Hrabstwo Nolan (północ)
- Hrabstwo Runnels (wschód)
- Hrabstwo Tom Green (południe)
- Hrabstwo Sterling (zachód)
- Hrabstwo Mitchell (północny zachód)

## Główne drogi
Przez teren hrabstwa przebiega droga krajowa oraz dwie drogi stanowe:
- U.S. Route 277
- Droga stanowa nr 158
- Droga stanowa nr 208

## Demografia
Według danych pięcioletnich z 2022 roku, 86,3% mieszkańców stanowili biali (73,4% nie licząc Latynosów), 23,1% to Latynosi, 8,5% było rasy mieszanej 1,7% to czarni lub Afroamerykanie i 0,4% stanowiła rdzenna ludność Ameryki.
Największe grupy stanowią osoby pochodzenia meksykańskiego (20,1%), niemieckiego (14,3%), angielskiego (12,7%), „amerykańskiego” (9,5%), irlandzkiego (8,9%) i szkockiego lub szkocko–irlandzkiego (5,6%).

## Religia
Większość mieszkańców to protestanci – baptyści. 